# Kamenica
Kamenica (in ungherese Tarkő) è un comune della Slovacchia facente parte del distretto di Sabinov, nella regione di Prešov.